# Thum
Pour les articles homonymes, voir Thum (homonymie).
Thum est une ville de Saxe (Allemagne), située dans l'arrondissement des Monts-Métallifères, dans le district de Chemnitz.

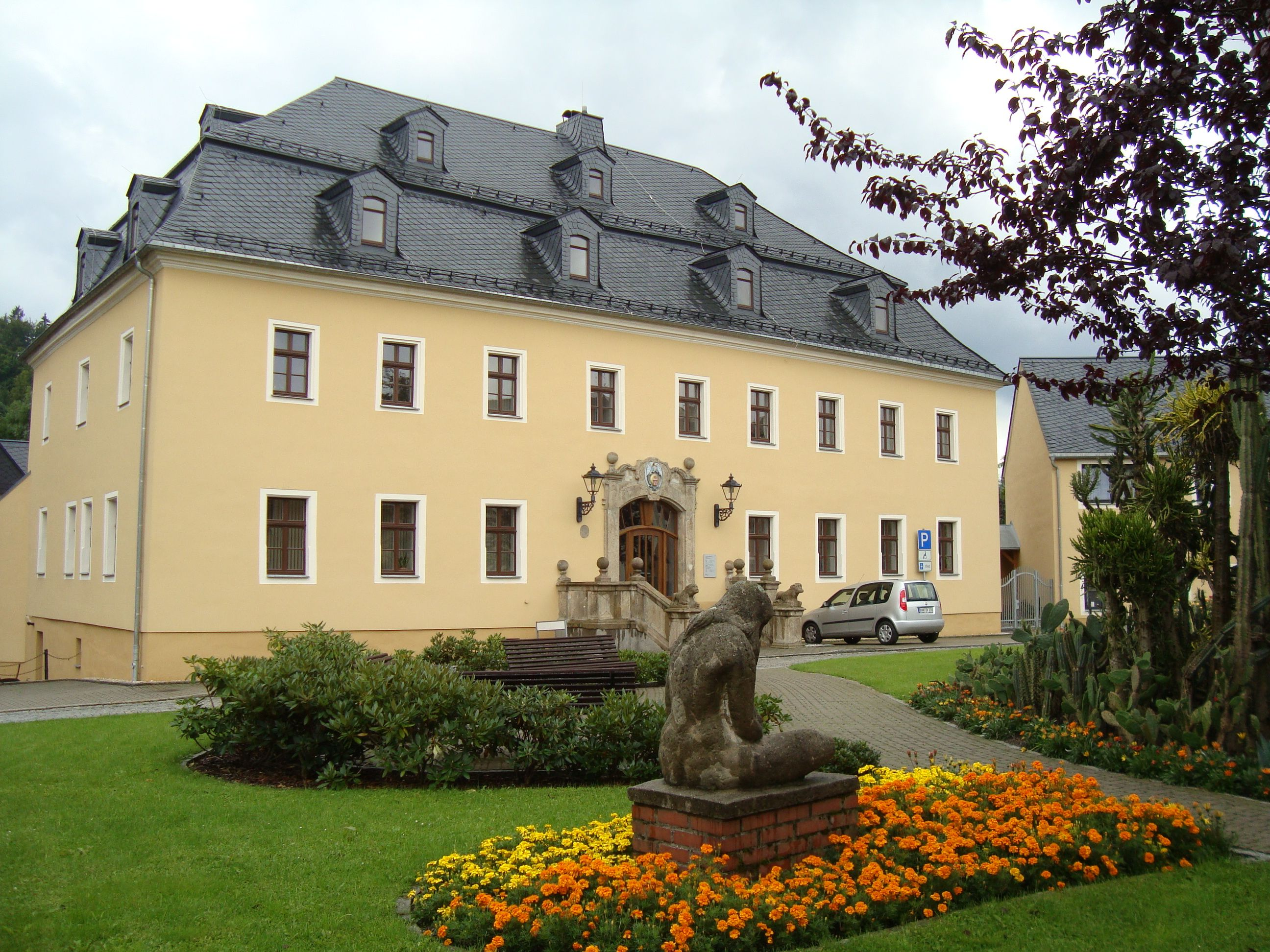
L'hôtel de ville de Thum

## Personnalités liées à la ville
- Edgar Barth (1917-1965), pilote automobile né à Herold.
- Jürgen Barth (1947-), pilote automobile né à Thum.
- Günter Deckert (1950-2005), coureur est-allemand du combiné nordique mort à Jahnsbach.